# Trisetum orthochaetum
Trisetum orthochaetum là một loài thực vật có hoa trong họ Hòa thảo. Loài này được Hitchc. miêu tả khoa học đầu tiên năm 1934.